# Erden (Mosel)

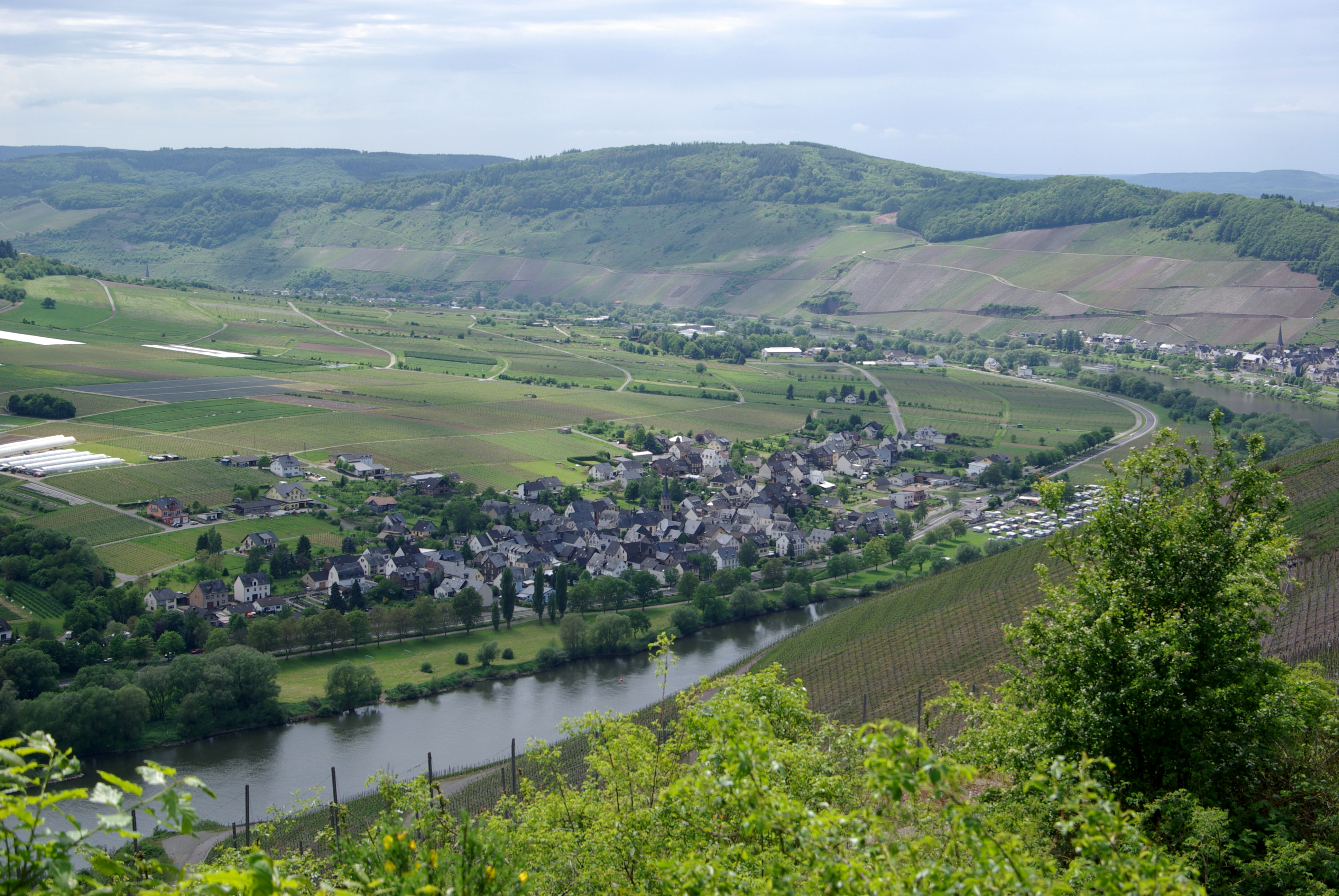
Erden vom gegenüberliegenden Moselufer aus gesehen.

Erden ist eine Ortsgemeinde im Landkreis Bernkastel-Wittlich in Rheinland-Pfalz. Sie gehört der Verbandsgemeinde Bernkastel-Kues an.

## Geographie

### Lage
Erden liegt rechts der Mosel, umgeben von Weinbergen, in der großen Flussschleife zwischen Bernkastel-Kues und Traben-Trarbach, wo sich das Tal zu einer sehr flachen an den Hunsrück grenzenden Landschaft weitet. Auf der gegenüberliegenden Flussseite steigen steile Hänge zur Eifel an.

### Raumplanung
Nachbarorte sind Lösnich und Zeltingen-Rachtig, gegenüber Ürzig. Nächstgelegenes Mittelzentrum ist Bernkastel-Kues, etwa acht Kilometer Luftlinie entfernt, sowie die Kreisstadt Wittlich in etwa zehn Kilometern. Trier ist etwa 38 Kilometer entfernt.

### Klima
Erden liegt in der Übergangszone vom gemäßigten Seeklima zum Kontinentalklima; es herrscht ein im Vergleich zu anderen Regionen Deutschlands sehr mildes und sonniges Klima – im nicht weit entfernten Brauneberg wurde am 11. August 1998 die Rekordtemperatur von 41,2 °C im Schatten, die höchste jemals in der Bundesrepublik gemessene Lufttemperatur, festgestellt.
Die Eifelbarriere bietet Schutz vor Regen bringenden Westwinden, die auch einen Föhneffekt bewirken können. Gleichzeitig wird die Lufterwärmung aufgrund des geringen Luftaustauschs mit dem Umland begünstigt. Damit verbunden ist aufgrund der ständigen Verdunstung des Moselwassers eine regelmäßig hohe Luftfeuchtigkeit, die insbesondere im Sommer für teilweise belastendes, schwüles Wetter sorgt und zahlreiche Gewitter mit sich bringt.

## Geschichte

### La-Tène- und Römerzeit
Bereits etwa 500 v. Chr. siedelten die Treverer, ein keltisch-germanisches Mischvolk, in West- und Mitteleuropa. Keltische Gräber zeugen davon.
1975 untersuchte das Rheinische Landesmuseum Trier grabungstechnisch den im 2. Jahrhundert v. Chr. errichteten keltischen Abschnittswall Erdener Burgberg auf dem Borberg gegenüber von Erden. Es konnte eine ausgedehnte Fliehburg nachgewiesen werden, die als Rückzugsort für die damals keltische Bevölkerung der Umgebung bei Feindeinfällen gedient haben soll.
In römischer Zeit lag die heutige Ortsgemeinde wohl im Territorium der Provinzhauptstadt Trier; vermutlich war sie als Staatsdomäne in die Versorgung der Stadt eingebunden. Gegenüber von Erden fand man zwei antike Kelteranlagen, eine davon das älteste römische Weinkelterhaus Deutschlands. An dieses wurde im 4. Jahrhundert n. Chr. eine Rauchkammer, ein sog. Fumarium angebaut, um mit Rauch eine schnellere Reifung des Weines zu erzielen. Dies belegen neuste Grabungen des Rheinischen Landesmuseums in Trier.

### Mittelalter
Im Frankenreich blieb Erden Königsgut und gehörte zum Fiskus Kröv, der nach vorübergehender Verwaltung durch die Pfalzgrafen bei Rhein vom König im 13. Jahrhundert verpfändet wurde und in die Hände der Grafen von Sponheim gelangte. Etwa 774/755 erscheint der Name Erden zum ersten Mal in schriftlicher Form: in pago Muslense super fluvio Muselle in monte Ardinigo heißt es in einer Urkunde der Abtei Echternach. Erden bedeutet hoch, steil.
Die Aufsplitterung des Fiskus Kröv fand seine Entsprechung in der von Erden, wo im Frühmittelalter der Bischof von Toul bzw. seine Abtei St. Èvre umfangreichen Besitz erwarb. Dieser stammte wohl von den Pippiniden, die im Moselgebiet begütert waren, und wurde 1266 an die Vögte von Hunolstein verkauft. In der Karolingerzeit erscheint das Königskloster Echternach mit Gütern in Erden bedacht. Es folgen im Hoch- und Spätmittelalter die Zisterzienserabtei Himmerod und andere Klöster und Stifte, darunter Kloster Machern, Kloster Springiersbach, Ören, Abtei St. Maximin, Kloster Ravengiersburg und weitere. Der Sponheimer Anteil am Grundbesitz in Erden war sicher der größte, doch gaben die Grafen Teile davon als Burglehen aus. Sponheim war auch Lehnsherr der Vögte von Hunolstein und behauptete durch die Hochgerichtsbarkeit die Landesherrschaft über das Kröver Reich bis zum Ende des 18. Jahrhunderts, selbst dann als die Vögte von Hunolstein ihre Güter an das Trierer Erzstift verkauften. Der Faßbodenzoll in Erden, wohl ein altes Privileg des Fiskus, der allerdings erst spät bezeugt ist, und der Mühlenbann sicherte der Sponheimer Administration einen festen Platz in Erden. Dadurch, dass ein Teil der Hunolsteiner Güter in deren Familie bis 1786 weitervererbt wurde, behielt Erden sein von Kurtrier unabhängiges Ingericht. Recht ansehnlichen und aus Reichsgut stammenden Besitz hatte auch ein sich nach Erden nennendes Rittergeschlecht, dessen Besitz 1347 an das Stift St. Paulin in Trier fiel.
Kirchlich gehörte die Erdener Aperkapelle, deren Gründung wohl auf die Touler Abtei St. Aper zurückging, zur Pfarrei Lösnich, die über die Abtei Mönchengladbach und die Grafen von Sayn im 13. Jahrhundert dem Deutschen Orden zufiel. Der Pfarrsitz wurde Ende des 13. Jahrhunderts nach Rachtig verlegt. Das Aperpatrozinium von Erden geriet im 17. Jahrhundert in Vergessenheit. Als Patronin gilt seitdem die heilige Anna. Die Aufhebung des Kirchenzehnts durch die französische Revolution bewirkte, dass Erden im Jahr 1802 aus dem Rachtiger Gemeindeverband austrat und vorübergehend einen eigenen Pastor anstellte.

### Neuzeit
Nach der französischen Übergangszeit, die die Auflösung der alten Strukturen mit sich brachte, kam Erden wie auch das Kröver Reich an den Landkreis Bernkastel im Regierungsbezirk Trier der Preußischen Rheinprovinz. Von 1946 an war Erden Teil des damals neu gebildeten Landes Rheinland-Pfalz.

## Politik

### Gemeinderat
Der Ortsgemeinderat in Erden besteht aus acht Ratsmitgliedern, die bei der Kommunalwahl am 9. Juni 2024 in einer Mehrheitswahl gewählt wurden, und dem ehrenamtlichen Ortsbürgermeister als Vorsitzendem.

### Bürgermeister
Wolfgang Faber wurde am 11. Juli 2024 Ortsbürgermeister von Erden. Da bei der Direktwahl am 9. Juni 2024 kein Wahlvorschlag eingereicht wurde, oblag die Neuwahl des Bürgermeisters gemäß rheinland-pfälzischer Gemeindeordnung dem Rat, der sich auf seiner konstituierenden Sitzung für Wolfgang Faber entschied.
Fabers Vorgängerin Annette Schumacher-Menningen hatte das Amt am 17. Juli 2019 übernommen und zum 31. Januar 2024 wegen ihres Wegzugs aus der Gemeinde niedergelegt. Bis zum Amtsantritt des Nachfolgers führte der Erste Beigeordnete Heinz Steilen die Amtsgeschäfte. Schumacher-Menningens Vorgänger als Ortsbürgermeister war Alois Kaufmann.

## Kultur und Sehenswürdigkeiten

### Bauwerke

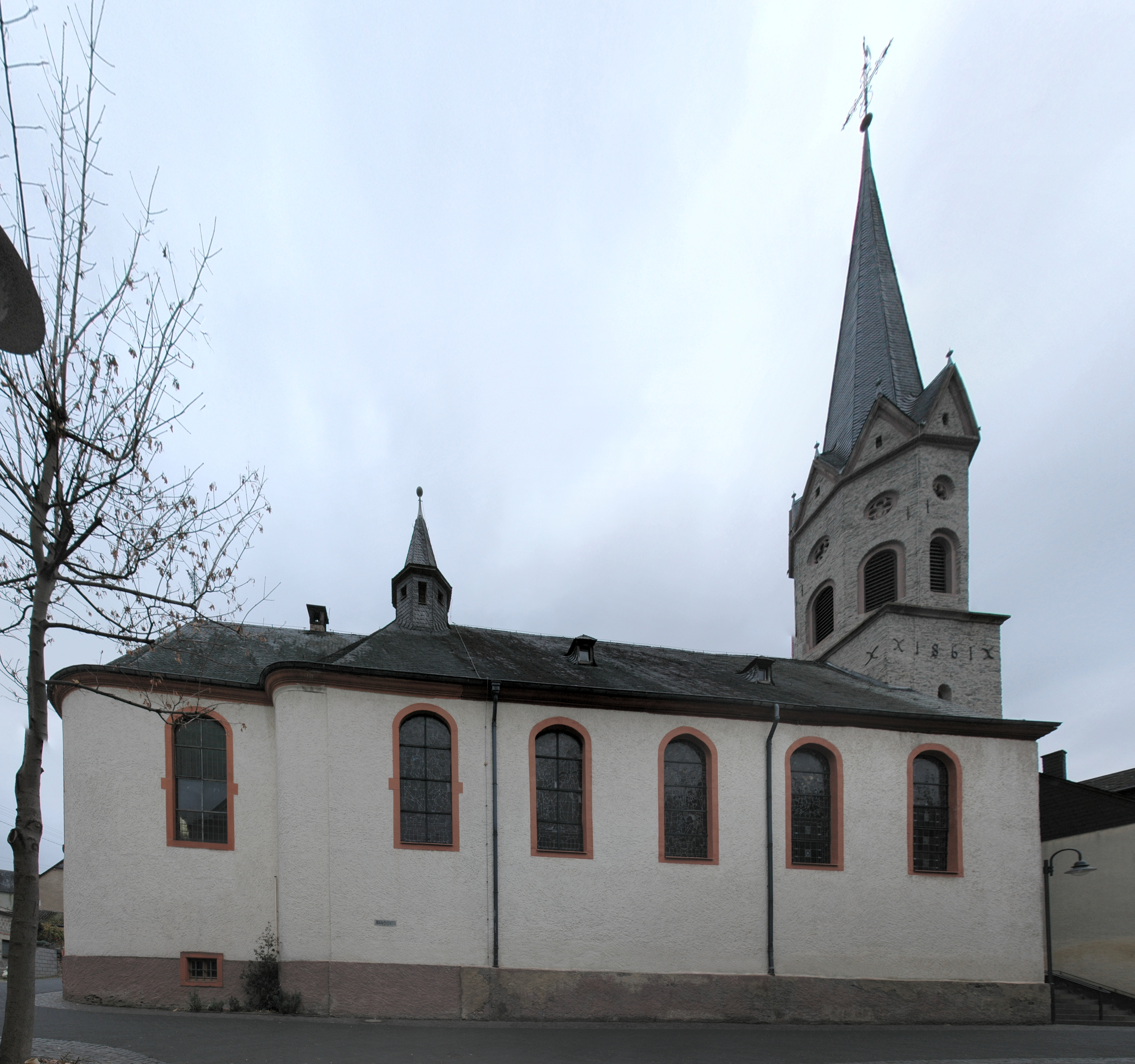
Katholische Pfarrkirche St. Anna
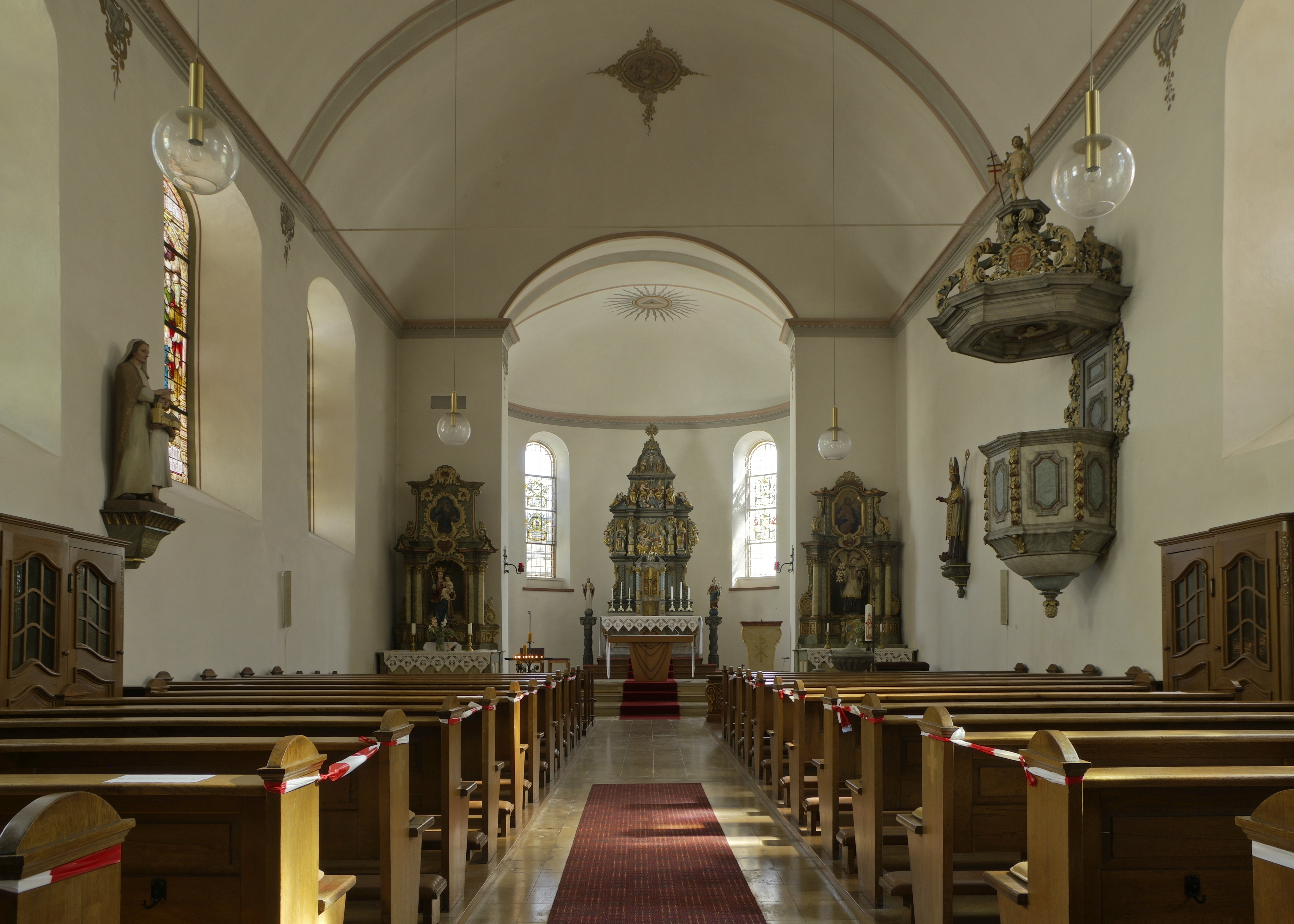
Innenansicht der Pfarrkirche
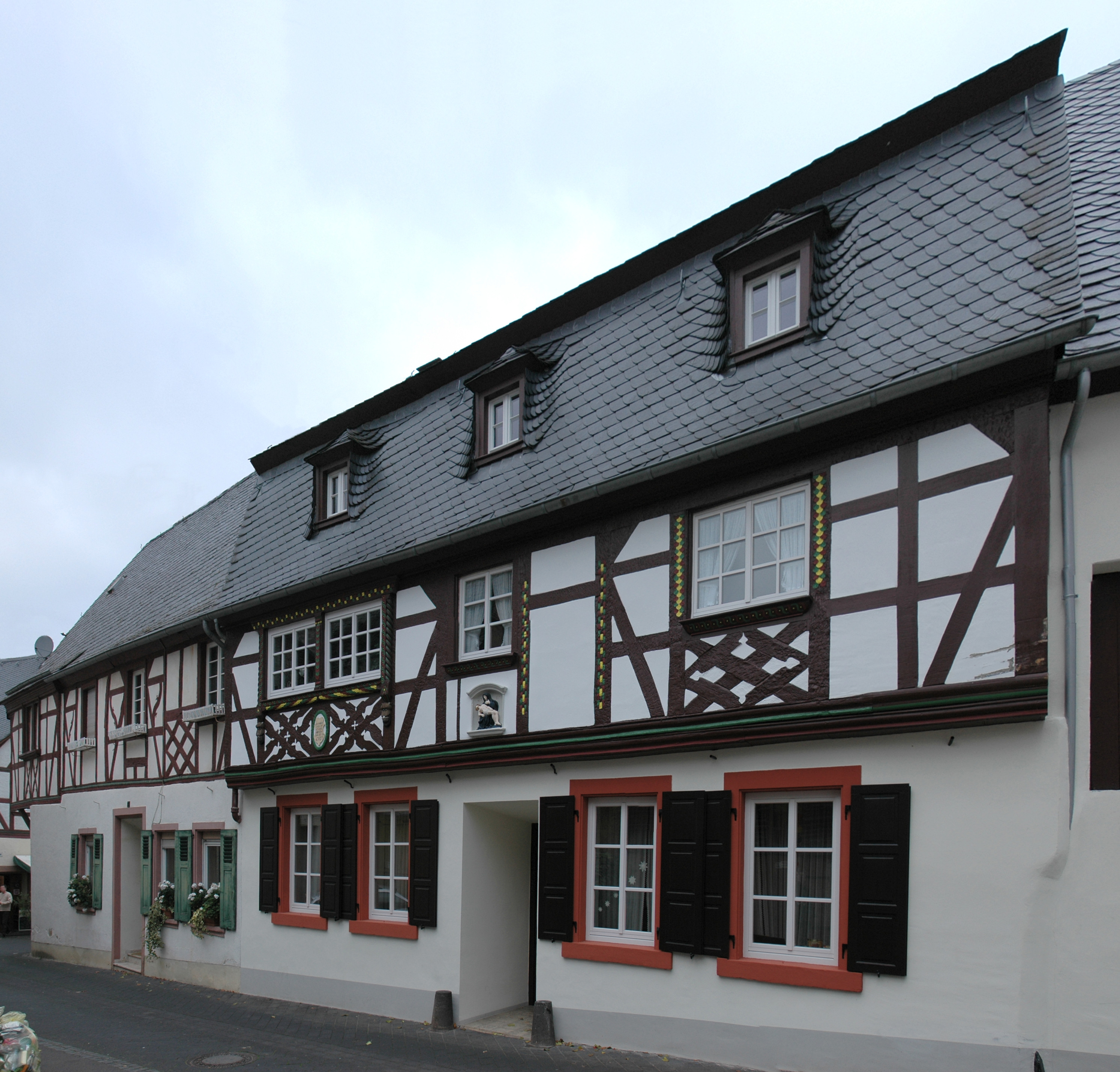
Alte Fachwerkhäuser im Ortskern
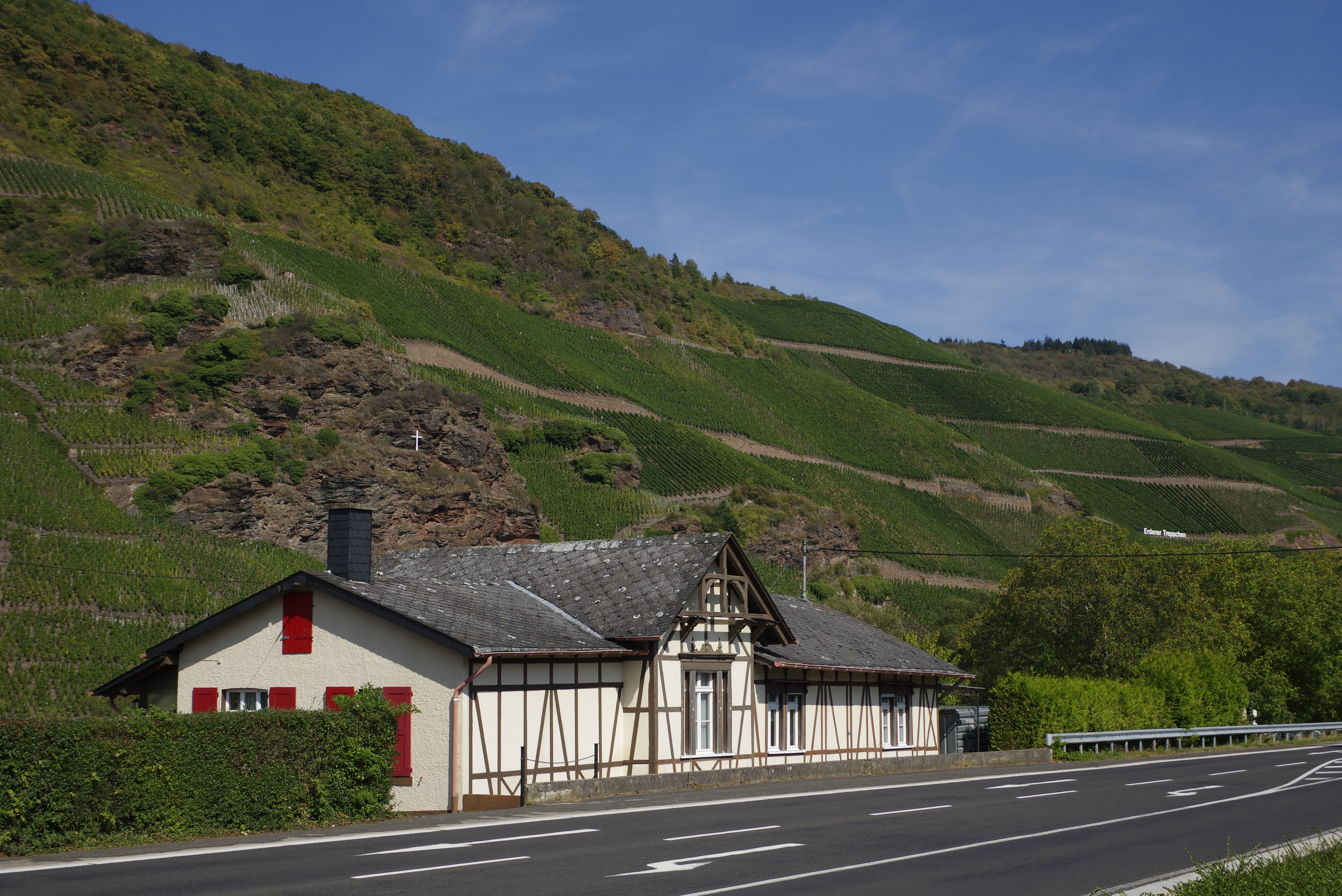
Am Moselufer 1, ehemaliger Bahnhof der Moseltalbahn

### Dorfkultur
Erden ist geprägt vom Weinbau; noch heute existiert mehr als ein Dutzend Winzerbetriebe. Bekannteste Weinlage ist das „Erdener Treppchen“. Freiwillige Feuerwehr, Pfarrgemeinde und mehrere Vereine prägen das kulturelle dörfliche Leben. In Anspielung auf den ersten Satz der Bibel, „Am Anfang schuf Gott Himmel und Erde[n]“, bezeichnet sich die Ortsgemeinde Erden scherzhaft gerne als ältestes Dorf der Welt. Sehenswert in Erden ist die Kirche, verschiedene Wegekreuze und alte Winzerhäuser sowie die römischen Kelteranlagen auf der anderen Moselseite.

### Regelmäßige Veranstaltungen
Regelmäßig finden Heimat- und Weinfeste statt, darunter etwa das Wein- und Brunnenfest, die Erdener Weinkirmes, das Winzer-, Wein- und Straßenfest am ersten Oktoberwochenende oder das Pfarrfest.

## Wirtschaft und Infrastruktur
Der Weinbau spielt von jeher eine wichtige Rolle, wenn auch heute eine große Mehrheit der Bevölkerung von anderen Wirtschaftszweigen lebt. Im 20. Jahrhundert entwickelte sich der Tourismus, in der Moselregion häufig veraltet auch als „Fremdenverkehr“ bezeichnet. In Erden gibt es einen rund 1,5 Hektar großen Campingplatz sowie zahlreiche gewerbliche und private Zimmervermieter mit mehreren hundert Gästebetten. Die Ortsgemeinde zählt zum Verkehrsverbund Region Trier (VRT).
Unmittelbar bei Erden wurde der Hochmoselübergang gebaut.